# Pryskyřník illyrský
Pryskyřník illyrský (Ranunculus illyricus), někdy udáván jako pryskyřník ilyrský (s jedním l), je druh světlomilné a teplomilné rostliny z čeledi pryskyřníkovité (Ranunculaceae).

## Popis
Jedná se asi o 20–50 cm vysokou vytrvalou rostlinu s hlízovitě ztlustlými kořeny. Lodyha je stříbrobíle až šedobíle hedvábitě chlupatá. Listy jsou střídavé, přízemní jsou dlouze řapíkaté, lodyžní krátce řapíkaté až přisedlé. Čepele (po obou stranách) i řapíky jsou nápadně běloplstnatě chlupaté. Čepele jsou trojsečné s úkrojky 3–8 cm dlouhými, úkorojky jsou buď celokrajné nebo opět dělené s tím, že horní listy bývají jednodušeji členěné než spodní.  Květy jsou na pryskyřník celkem velké, 2–3 cm v průměru, zlatožluté barvy. Kališních lístků je 5, úzce vejčité, na vnější straně běloplstnaté, nazpět sehnuté a přitisklé ke květní stopce. Kvete v květnu až v červnu. Korunní lístky jsou zlatožluté, okrouhle široce vejčité, 7–13 mm dlouhé. Plodem je nažka, která je smáčknutá, asi 2,5–3,5 mm dlouhá a na vrcholu nese krátký přímý zobánek, nažky jsou uspořádány do souplodí. Počet chromozómů je 2n=32.

## Rozšíření
Pryskyřník illyrský roste ve střední až jihovýchodní Evropě na východ po střední Povolží a v Malé Asii. Na západ sahá po Itálii a ojediněle v Německu, na sever je ojedinělá lokalita v jižní Skandinávii.
V České republice je to druh teplých oblastí, je veden jako silně ohrožený (kategorie C2) a ve stejné kategorii je chráněn zákonem. Nejčastěji se s ním setkáme na jižní Moravě, ale místy roste i v teplých oblastech Čech, jako v okolí Žatce, Litoměřic a Prahy. Osidluje suché travnaté či kamenité stráně, skalní výchozy a stepi, nejčastěji úzkolisté suché trávníky (svaz Festucion valesiacae).